# Список глав государств в 1545 году
Список глав государств в 1544 году — 1545 год — Список глав государств в 1546 году — Список глав государств по годам

## Азия
- Аргунская династия — Хусейн Шах, султан (1524—1554)
- Бруней — Саиф Риджал, султан (1530—1581)
- Бухарское ханство — 
  - Абдулазиз, хан (в Бухаре) (1540—1550)
  - Абдуллатиф, хан (в Самарканде) (1540—1552)
- Грузинское царство — 
  -  Гурийское княжество — Ростом Гуриели, князь (1534—1564)
  -  Имеретинское царство — Баграт III, царь (1510—1565)
  -  Кахетинское царство — Леван, царь (1518—1574)
  -  Картлийское царство — Луарсаб I, царь (1527—1556)
  - Самцхе-Саатабаго — Кайхосро II, атабег (1545 — 1573)
- Дайвьет — 
  - Мак Хьен-тонг, император (1540—1546)
  - Ле Чанг-тонг, император (1533—1548)
- Индия —
  - Амбер (Джайпур) — Ратан Сингх, раджа[кат.] (1537—1548)
  - Араккал[англ.] — Али, али раджа[англ.] (1545—1591)
  - Ахмаднагарский султанат — Бурхан Низам-шах I, султан (1510—1553)
  - Ахом — Секленмунг, махараджа[англ.] (1539—1552)
  - Берарский султанат — Дарйа Имад-шах, султан (1529—1562)
  - Бидарский султанат — Али Барид-шах I, султан (1542—1579)
  - Биджапурский султанат — Ибрагим Адиль Шах I, султан (1534—1558)
  - Биканер — Кальян Мал, раджа[англ.] (1542—1574)
  - Бунди — Суртан Сингх, раджа (1531—1554)
  - Бхавнагар — Сартанжи Рамдасжи, раджа (1535—1570)
  - Виджаянагарская империя — Садашиварайя, махараджадхираджа (1542—1565)
  - Голконда — Джамшид Кули Кутб Шах, султан[англ.] (1543—1550)
  - Гуджаратский султанат — Махмуд-шах III, султан (1537—1554)
  - Гулер[англ.] — Рам Чанд, раджа[англ.] (1540—1570)
  - Делийский султанат (Суриды) — 
    - Шер-шах, султан (1539 — 1545)
    - Ислам-шах, султан (1545 — 1554)

  - Джайнтия[англ.] — Бурха Парбат Раи, раджа[англ.] (1532—1548)
  - Джайсалмер — Лункаран Сингх, раджа (1530—1551)
  - Дженкантал[англ.] — Хари Сингх, раджа[кат.] (1530—1594)
  - Джалавад (Дрангадхра) — Мансихжи I Раножи, сахиб (1522—1563)
  - Дунгарпур — Притвираж Сингх, раджа (1527—1549)
  - Камата — Нара Нарайян, махараджа[англ.] (1540—1586)
  - Качари — Нирбхай Нарайян, царь (1540 — ок. 1550)
  - Кашмир — Назук-шах, султан (1529 — 1530, 1540 — 1552)
  - Кочин — Веера Керала Варма I, махараджа (1537—1565)
  - Майсур — Шамараджа III, махараджа (1513—1553)
  - Манди — Чхатар Сен, раджа (1534—1554)
  - Манипур — 
    - Тангджамба, раджа[англ.] (1542—1545)
    - Чаламба, раджа[англ.] (1545—1562)

  - Марвар (Джодхпур) — Малдев Ратор, раджа (1532—1562)
  - Мевар — Удай Сингх II, махарана (1540—1572)
  - Наванагар — Равалджи Лакхаджи, джам (1540—1562)
  - Орчха — Бхаратичанд, раджа (1531—1554)
  - Пратабгарх — Раи Сингх, махараджа (1535—1552)
  - Рева — Вирбхан Сингх, раджа (1540—1555)
  - Самбалпур[англ.] — Мадхукар Саи, раджа[англ.] (1534—1578)
  - Сирохи — Дудажи, раджа (1543—1553)
  - Сукет — Аржун Сен, раджа (1540—1560)
  - Хандешский султанат — Мубарак-шах II, султан (1537—1566)
  - Чамба — Ганеза Верман, раджа (1512—1559)
- Индонезия —
  - Аче — Алауддин аль Кухар, султан (1537—1571)
  - Бантам — Сусухун Гунунг Джати (Фалета-хан), султан (1526—1552)
  - Бачан — Зайнал Абидин, султан[англ.] (ок. 1512 — ок. 1557)
  - Демак — Тренггана, султан (1521—1548)
  - Калиньямат[англ.] — Хадлирин, султан[англ.] (1527—1549)
  - Сунда — Рату Сакти, махараджа (1543—1551)
  - Сулу — Муиззул-Мутавади, султан[англ.] (1527—1548)
  - Тернате — Хайрун Джамиль, султан (1535—1570)
  - Чиребон[англ.] — Сунан Гугунгжати, султан[англ.] (1479—1568)
- Иран (Сефевиды) — Тахмасп I, шахиншах (1524—1576)
  -  Каркия — Ахмад-хан, амир (1538—1592)
  -  Падуспаниды — 
    - Каюмарт III, малек (в Кожуре) (1543—1555)
    - Бахман, малек (в Нуре) (1507—1550)
- Казахское ханство — Хак-Назар, хан (1538—1580)
- Камбоджа — Анг Чан I, король[англ.] (1521—1566)
- Китай (Империя Мин)  — Цзяцзин (Чжу Хоуцун), император (1521—1567)
- Лансанг  — Потисарат I, король (1520—1547)
- Малайзия — 
  - Джохор — Ала ад-дин Риайат-шах I, султан (1528—1564)
  - Кедах — Махмуд Шах II, султан[англ.] (1506—1547)
  - Келантан — Ахмад Шах ибн аль-Мартум Мансур, султан[англ.] (1526—1547)
  - Паттани — Муджаффар Шах, султан (1530—1564)
  - Паханг — Зайнал Абидин-шах, султан (1540—1555)
  - Перак — Музаффар-шах I, султан (1528—1549)
- Мальдивы — Хассан VIII, султан (1529—1549)
- Могулистан — Шах, хан (в Восточном Могулистане)  (1543—1570)
- Могулия (Яркендское ханство) — Абд ар-Рашид I, хан  (1533—1559)
- Монгольская империя (Северная Юань) — Боди-Алаг, великий хан (1519—1547)
- Мьянма — 
  - Ава — 
    - Кунмайн, царь[англ.] (1542—1545)
    - Нарапати III, царь[англ.] (1545—1551)

  - Аракан (Мьяу-У) — Мин Бин, царь[англ.] (1531—1554)
  - Таунгу — Тэбиншвети, царь[англ.] (1530—1550)
- Непал (династия Малла) —
  - Бхактапур — Прана Малла, раджа[англ.] (1519—1547)
  - Катманду (Кантипур) — Нарендра Малла, раджа[англ.] (1538—1560)
- Ногайская Орда — Шейх-Мамай, бий (ок. 1541 — 1549)
- Оман — Баракат ибн Мухаммед, имам (1529—1560)
- Османская империя — Сулейман I Великолепный, султан (1520—1566)
  - Рамазаногуллары (Рамаданиды) — Пири Мехмед Паша, бей (1520—1568)
- Рюкю — Сё Сэй, ван (1526—1555)
- Таиланд — 
  - Аютия — Чаирачатират, король (1534—1546)
  - Ланнатай — 
    - Кет (Муангкетклао), король[англ.] (1525—1538, 1543—1545)
    - Чирапрамха, королева[англ.] (1545—1546)
- Тибет — Нгаванг Тоши Дракпа, гонгма[англ.] (1499—1554, 1556/1557—1564)
- Филиппины — 
  - Магинданао — Мака-аланг Сарипада, султан (1543—1574)
  - Тондо — Салалила, раджа[англ.] (ок. 1515 — ок. 1558)
- Хивинское ханство (Хорезм) — Кал, хан (1541—1547)
- Чосон  — 
  - Инджон, ван (1544—1545)
  - Мёнджон, ван (1545—1567)
- Шри-Ланка — 
  - Джафна — Канкили I, царь[фр.] (1519—1561)
  - Канди — Джаявеера Астана, царь[англ.] (1511—1551)
  - Котте — Бхуваньякабаху VII, царь (1521—1551)
  - Ситавака — Маядунне, царь (1521—1581)
- Япония — 
  - Томохито (Го-Нара), император (1526—1557)
  - Сёгунат Муромати — Асикага Ёсихару, сёгун (1521—1546)

## Америка
- Империя инков — Сайри Тупак, сапа инка (1544—1561)
- Новая Испания — Антонио де Мендоса, вице-король (1535—1550)
- Перу — Бласко Нуньес Вела, вице-король (1542—1546)

## Африка
- Абдальвадиды (Зайяниды) — Абу Зайян III, султан (1540—1543, 1544—1550)
- Адаль — Умардин Мухаммед, султан (1526—1553)
- Багирми — Лубатко, султан (1536—1548)
- Бамум — Фифен, мфон (султан)[англ.] (1544—1568)
- Бени-Аббас[англ.] — Абдельазиз, султан[фр.] (1510—1559)
- Бенинское царство — Эсиги, оба[англ.] (1504—1547)
- Борну — Дунама V, маи[нем.] (1539—1557)
- Буганда — Накибинге, кабака (ок. 1524 — ок. 1554)
- Варсангали[англ.] — Юсуф, султан[кат.] (1525—1555)
- Вогодого — Кимба, нааба (ок. 1540 — ок. 1560)
- Джолоф — Лееле Фули Фак, буур-ба[англ.] (1543—1549)
- Имерина — Адриаманело, король[англ.] (1540—1575)
- Кано[англ.] — Мухаммад Кисоки, султан[англ.] (1509—1565)
- Каффа — Води Гафо, царь (ок. 1530 — ок. 1565)
- Конго — 
  - Нканга Мбемба (Педро I), маниконго[англ.] (1542/1543 — 1545)
  - Нкумби Мпуди (Диего I), маниконго[англ.] (1545 — 1561)
- Мали — Мамаду II, манса (1496—1559)
- Марокко (Ваттасиды) — 
  - Абу-ль-Аббас Ахмад, султан (1526 — 1545, 1547—1549)
  - Али Абу Хассун, регент (1545—1547)
- Массина — Бубу I, ардо (1544—1551)
- Мутапа — Нешангве Мунембире, мвенемутапа[англ.] (1530—1550)
- Ндонго — Килаунжи Киа Самба, нгола[англ.] (ок. 1515 — 1556)
- Нри[англ.] — Фенену, эзе[англ.] (1512—1582)
- Руанда — Мутара I, мвами (1543—1576)
- Салум — Самба Ламбур Ндиае, маад (1543—1547)
- Свазиленд — Нгване II, вождь (ок. 1520 — ок. 1550)
- Сеннар — Наиль, мек (1534—1551)
- Сонгай — Аския Исхак I, император (1539—1549)
- Твифо-Эман[англ.] — Адо, аквамухене[англ.] (ок. 1540 — ок. 1560)
- Хафсиды — Абуль-Аббас Ахмад III, халиф (1543—1570)
- Эфиопия — Клавдий (Аснаф Сагад I), император (1540—1559)

## Европа
- Англия — Генрих VIII, король (1509—1547)
- Андорра —
  - Генрих II, король Наварры, князь-соправитель (1517—1555)
  - Франсеск де Урриэс, епископ Урхельский, князь-соправитель (1534—1551)
- Астраханское ханство — 
  - Абдул-Рахман, хан (1533—1537, 1539—1545)
  - Ак-Кубек, хан (ок. 1532—1533, 1545—1546, 1547—1550)
- Валахия — 
  - Раду VII Паисий, господарь (1535—1545)
  - Мирча V Чобанул, господарь (1545—1552, 1553—1554, 1558—1559)
- Венгрия — Фердинанд I, король (в Западной Венгрии) (1526—1564)
- Восточно-Венгерское королевство — Янош II Запольяи, король (1540—1570)
- Дания — Кристиан III, король (1534—1559)
- Ирландия —
  - Десмонд — Домналл ан Друйминин Маккарти, король (1516—1558)
  - Тир Эогайн — Конн Баках мак Куинн О’Нилл, король (1519—1559)
- Испания —
  - Арагон — Карлос I, король (1516—1556)
  - Кастилия и Леон — Хуана I Безумная, королева (1504—1555)
  - Наварра — Генрих (Энрике) II, король (1517—1555)
- Италия —
  - Венецианская республика — 
    - Пьетро Ландо, дож (1539—1545)
    - Франческо Донато, дож (1545—1553)

  - Гвасталла — Ферранте I Гонзага, граф (1539—1557)
  - Генуэзская республика — 
    - Андреа Чентурионе, дож (1543—1545)
    - Джованни Баттиста Де Форнари, дож (1545—1547)

  - Мантуя — Франческо III Гонзага, герцог (1540—1550)
  - Масса и Каррара — Риччарда Маласпина, маркграфиня (1519—1546, 1547—1553)
  - Монтекьяруголо — 
    - Паоло Торелли, граф (1518—1545)
    - Помпонио Торелли, граф (1545—1608)

  - Пармское герцогство — Пьер Луиджи Фарнезе, герцог (1545—1547)
  - Пьомбино — 
    - Якопо V Аппиани, князь (1511—1545)
    - Якопо V Аппиани, князь (1545—1585)

  - Салуццо — Габриеле ди Салуццо, маркграф (1537—1548)
  - Урбино — Гвидобальдо II делла Ровере, герцог (1538—1574)
  - Феррара, Модена и Реджо — Эрколе II д’Эсте, герцог (1534—1559)
  - Флорентийское герцогство — Козимо I, герцог (1537—1569)
- Казанское ханство — Сафа-Гирей, хан (1524 — 1531, 1536 — 1546, 1546 — 1549)
- Крымское ханство — Сахиб I Герай, хан (1532—1551)
- Ливонский орден — Герман фон Брюггеноэ, ландмейстер (1535—1549)
- Литовское княжество — Сигизмунд I Старый, великий князь (1506—1548)
- Молдавское княжество — Пётр IV Рареш, господарь (1527—1538, 1541—1546)
- Монако — Оноре I, сеньор (1523—1581)
- Московское великое княжество — Иван IV Васильевич Грозный, государь всея Руси (1533—1547)
- Наксосское герцогство — Джованни IV, герцог (1517—1564)
- Норвегия — Кристиан III, король (1534—1559)
- Папская область — Павел III, папа (1534—1549)
- Польша — Сигизмунд I Старый, король (1506—1548)
- Португалия — Жуан III Благочестивый, король (1521—1557)
- Священная Римская империя — Карл V, император (1519—1556)
  - Австрия — Фердинанд I, герцог (1521—1564)
  - Ангальт —
    - Ангальт-Дессау — Иоахим, князь (1516—1561)
    - Ангальт-Кётен — Вольфганг, князь (1508—1562)
    - Ангальт-Плёцкау — Георг III, князь (1544—1553)
    - Ангальт-Цербст — Иоганн IV, князь (1544—1551)

  - Ансбах — Георг Фридрих, маркграф (1543—1603)
  - Бавария —
    - Вильгельм IV, герцог (1508—1550)
    - Людвиг X, герцог (1514—1545)

  - Баден —
    - Баден-Баден — Филиберт, маркграф (1536—1569)
    - Баден-Дурлах — Эрнст, маркграф (1535—1553)

  - Байрет (Кульмбах) — Альбрехт II Алкивиад, маркграф (1527—1553)
  - Бранденбург — Иоахим II Гектор, курфюрст (1535—1571)
    - Бранденбург-Кюстрин — Иоганн, маркграф (1535—1571)

  - Брауншвейг —
    - Брауншвейг-Вольфенбюттель — Генрих V, герцог (1514—1568)
    - Брауншвейг-Грубенхаген — Филипп I, герцог (1485—1551)
    - Брауншвейг-Каленберг — Эрих II, герцог (1540—1584)
    - Брауншвейг-Люнебург —
      - Эрнест I, герцог (1520—1546)
      - Франц, герцог (1536—1549)

  - Вальдек —
    - Вальдек-Вилдунген — Филипп IV, граф (1513—1574)
    - Вальдек-Ландау — Иоганн I, граф (1539—1567)
    - Вальдек-Эйсенберг — Вольрад II, граф (1539—1575)

  - Восточная Фризия —
    - Эдцард II, граф (1540—1599)
    - Иоганн, граф (1528—1591)

  - Вюртемберг — Ульрих, герцог (1498—1519, 1534—1550)
  - Ганау —
    - Ганау-Лихтенберг — Филипп IV, граф[англ.] (1538—1590)
    - Ганау-Мюнценберг — Филипп III, граф[англ.] (1529—1561)

  - Гессен — Филипп, ландграф (1509—1567)
  - Гольштейн-Готторп — Адольф, герцог (1544—1586)
  - Гольштейн-Пиннеберг —
    - Иоанн V, граф (1531—1560)
    - Йобст II, граф (1531—1581)
    - Оттон IV, граф (1544—1576)

  - Кёльнское курфюршество — Герман V фон Вид, курфюрст (1515—1546)
  - Лотарингия — 
    - Франсуа I, герцог (1544—1545)
    - Карл III, герцог (1545—1608)

  - Майнцское курфюршество — 
    - Альбрехт Бранденбургский, курфюрст (1514—1545)
    - Себастьян фон Хосенштамм, курфюрст (1545—1555)

  - Мекленбург —
    - Мекленбург-Гюстров — Альбрехт VII, герцог (1520—1547)
    - Мекленбург-Шверин[англ.] — Генрих V, герцог (1520—1552)

  - Монбельяр — Ульрих Вюртембергский, граф (1498 — 1519, 1534 — 1550)
  - Нассау —
    - Нассау-Байлштайн[нем.] —
      - Бернард, граф (1499—1556)
      - Иоганн III, граф (1513—1561)

    - Нассау-Вейльбург — Филипп III, граф (1523—1559)
    - Нассау-Висбаден-Идштейн[нем.] — Филипп I, граф (1511—1558)
    -  Нассау-Дилленбург[англ.] — Вильгельм I Богатый, граф (1516—1559)
    - Нассау-Саарбрюккен — 
      - Иоганн Людвиг, граф (1472—1545)
      - Филипп II, граф (1545—1554)

  - Ольденбург —
    - Христоф, граф (1526—1566)
    - Антон I, граф (1526—1573)

  - Померания —
    - Померания-Вольгаст — Филипп I Набожный, герцог (1531—1560)
    - Померания-Штеттин (Щецин) — Барним IX Благочестивый, герцог (1532—1569)

  - Пруссия — Альбрехт Бранденбург-Ансбахский, герцог (1525—1568)
  - Пфальц — Фридрих II, курфюрст (1544—1556)
    - Пфальц-Зиммерн[англ.] — Иоганн II, пфальцграф[англ.] (1509—1557)
    - Пфальц-Нойбург — Отто Генрих, пфальцграф (1505—1557)
    - Пфальц-Цвейбрюккен — Вольфганг, пфальцграф (1532—1569)

  - Савойя — Карл III Добрый, герцог (1504—1553)
  - Саксония — Иоганн Фридрих Великодушный, курфюрст (1532—1547)
    - Саксен-Виттенберг — Мориц, герцог (1541—1547)
    - Саксен-Кобург — Иоганн Эрнст, герцог (1542—1553)
    - Саксен-Ратцебург-Лауэнбург — Франц I, герцог (1543—1571, 1573—1581)

  - Трирское курфюршество — Иоганн Людвиг фон Хаген, курфюрст (1540—1547)
  - Чехия — Фердинанд I, король (1526—1564)
    - Силезские княжества —
      - Бжегское княжество — Фридрих II Легницкий, князь (1521—1547)
      - Зембицкое (Мюнстерберг) княжество — Фридрих II Легницкий, князь (1542—1547)
      - Легницкое княжество — Фридрих II Легницкий, князь (1488—1547)
      - Любинское княжество — Анна Померанская, княгиня[пол.] (1521—1550)
      - Олесницкое княжество —
        - Иоганн Подебрадович, князь (1542—1559)
        - Георг II Подебрадович, князь (1542—1553)

      - Сцинавское княжество — Фридрих II Легницкий, князь[пол.] (1528—1547)
      - Тешинское (Цешинское) княжество — Вацлав III Адам, князь (1528—1579)

  - Шлезвиг-Голштейн-Глюкштадт — Кристиан III, герцог (1544—1559)
  - Шлезвиг-Голштейн-Хадерслев[англ.] —  Ганс, герцог (1544—1580)
  - Юлих-Клеве-Берг — Вильгельм, герцог (1539—1592)
- Франция — Франциск I, король (1515—1547)
  - Арманьяк — Генрих II д’Альбре, король Наварры, граф (1527—1555)
  - Бретань — Генрих II, герцог (1536—1547)
  - Овернь — Екатерина Медичи, графиня (1524—1569, 1574—1589)
  - Фуа — Генрих II д’Альбре, король Наварры, граф (1517—1555)
- Швеция — Густав I Ваза, король (1523—1560)
- Шотландия — Мария Стюарт, королева (1542—1567)

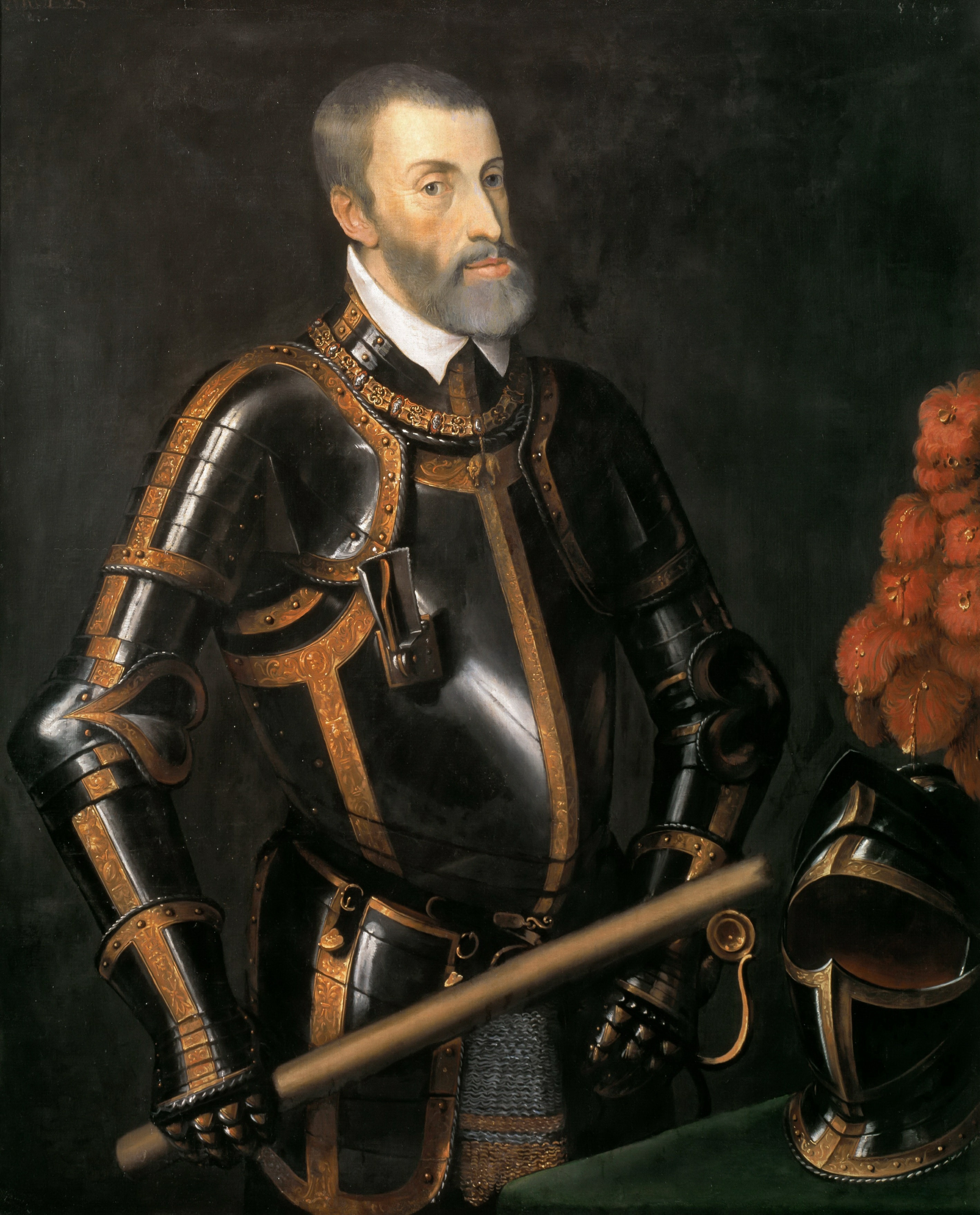
Карл V 1519-1556 Император Священной Римской империи, король Арагона, Неаполя и Сицилии
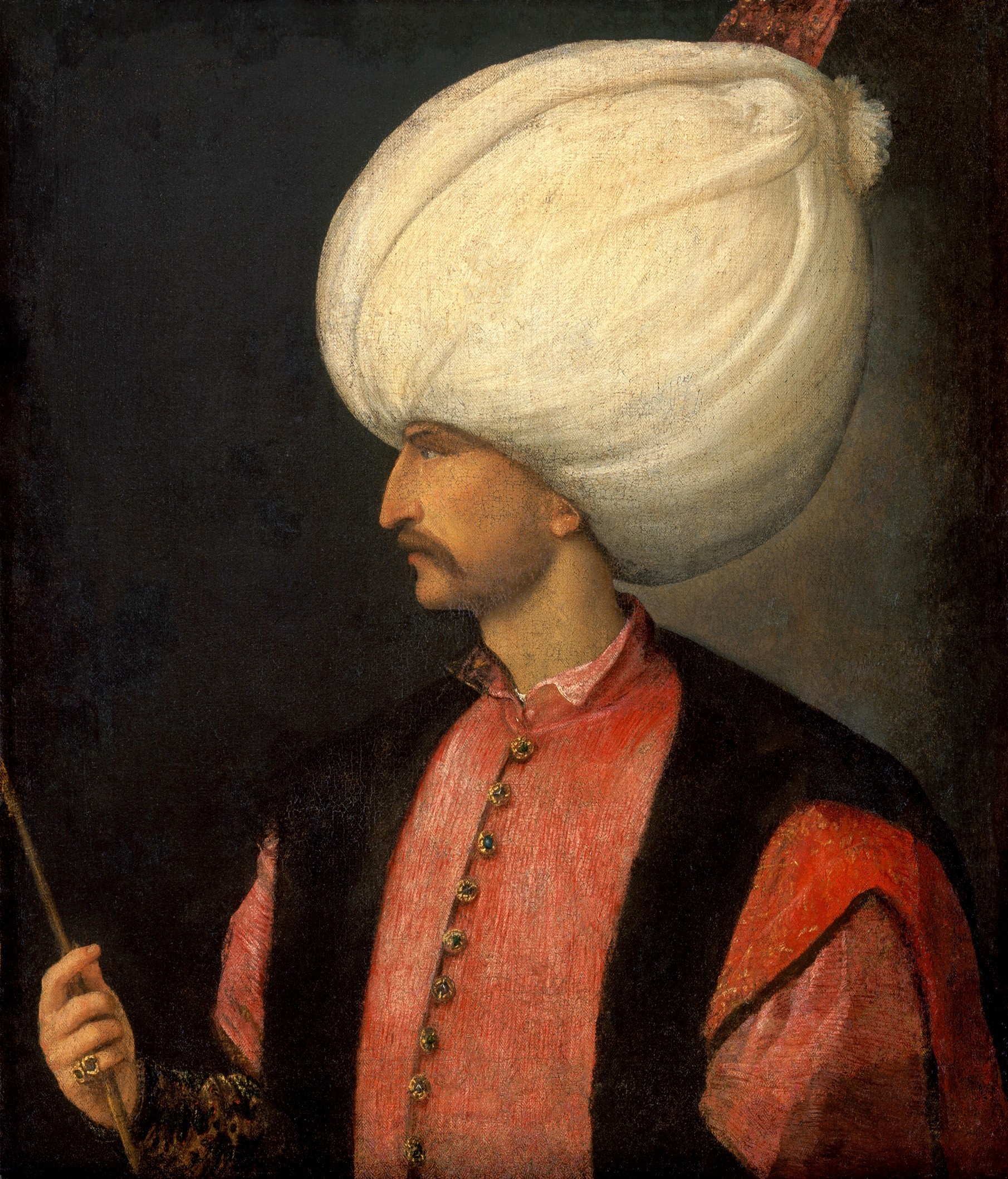
Сулейман I Великолепный 1520-1566 Османский султан
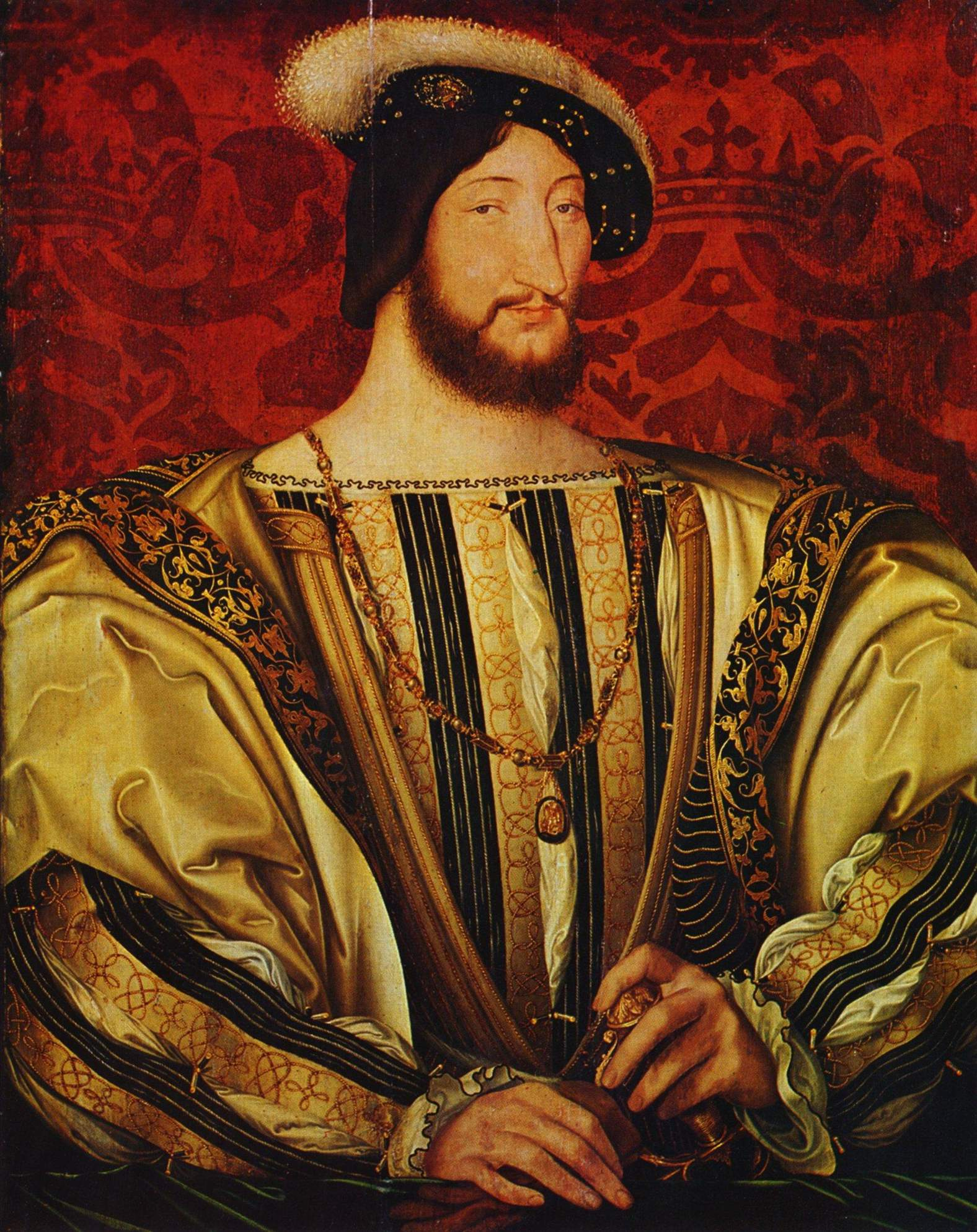
Франциск I 1515-1547 Король Франции
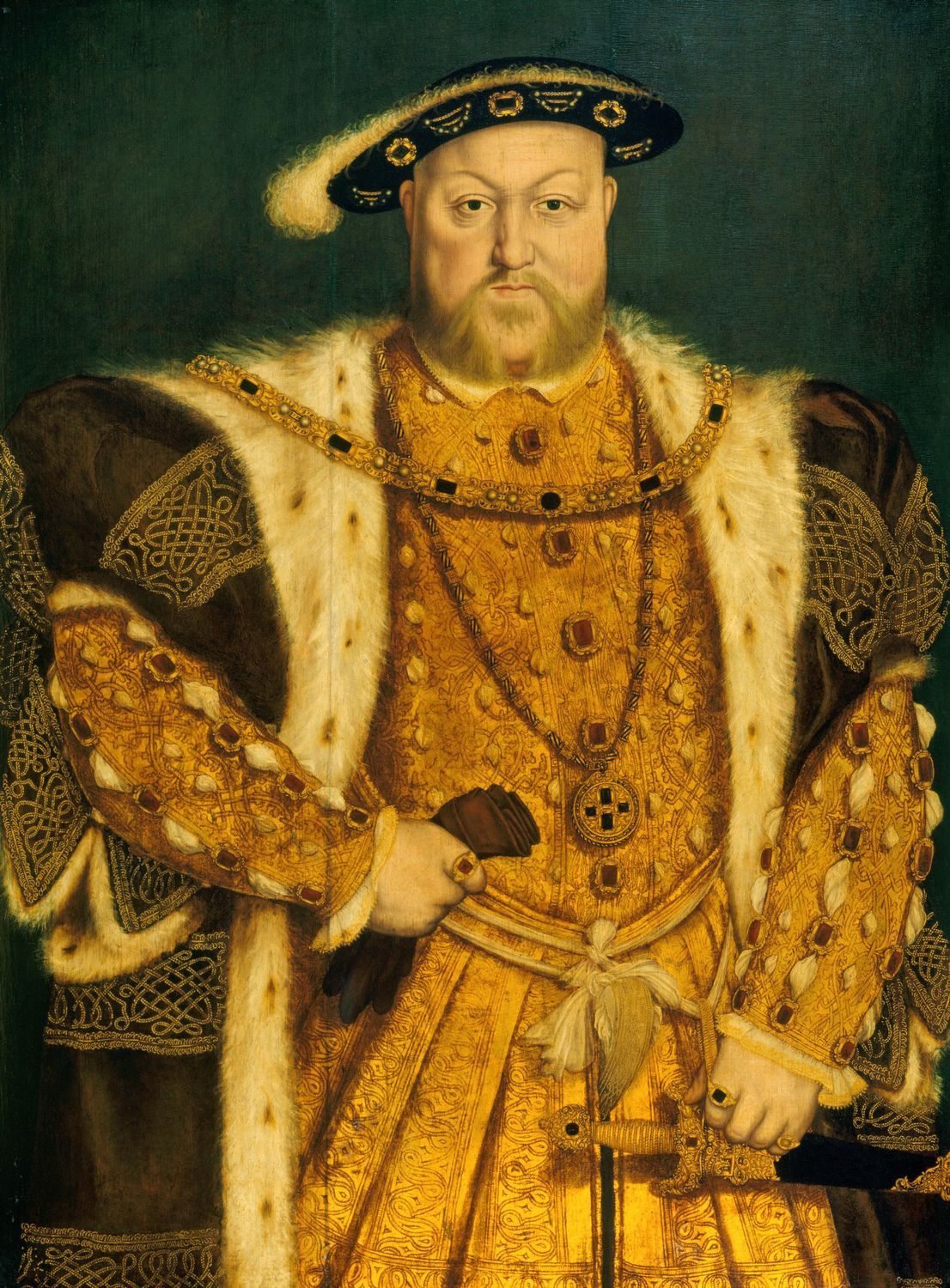
Генрих VIII 1509-1547 Король Англии
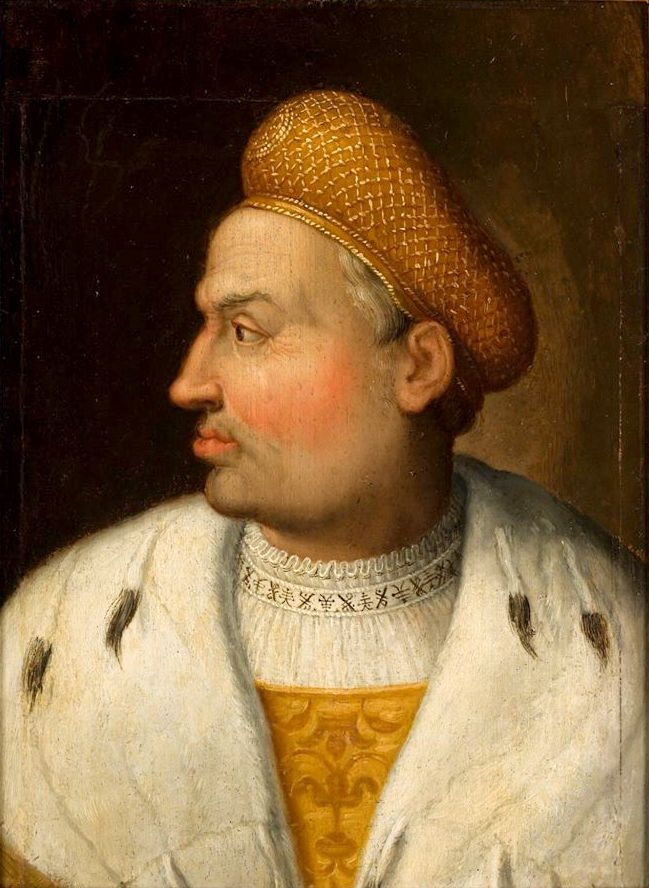
Сигизмунд I Старый 1506-1548 Король Польши и Великий князь Литовский
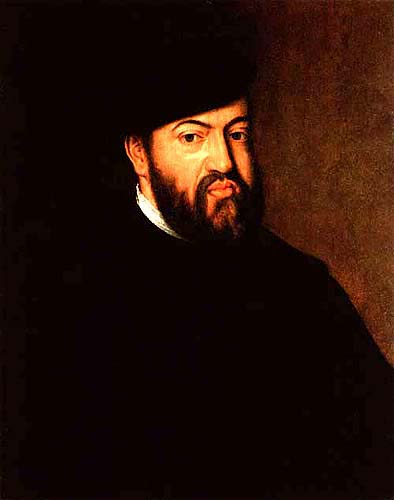
Жуан III Благочестивый 1521-1557 Король Португалии
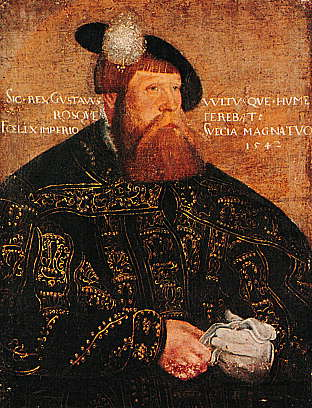
Густав I Ваза 1523-1560 Король Швеции
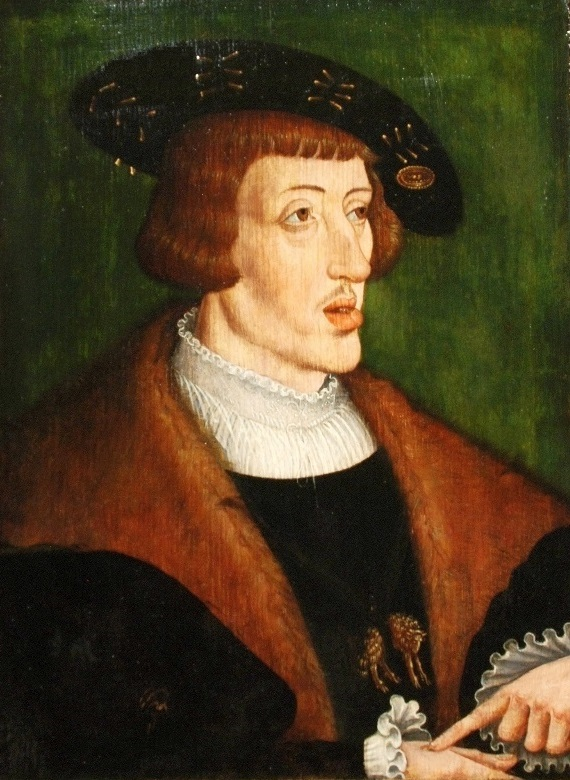
Фердинанд I 1526-1564 Король Венгрии и Чехии
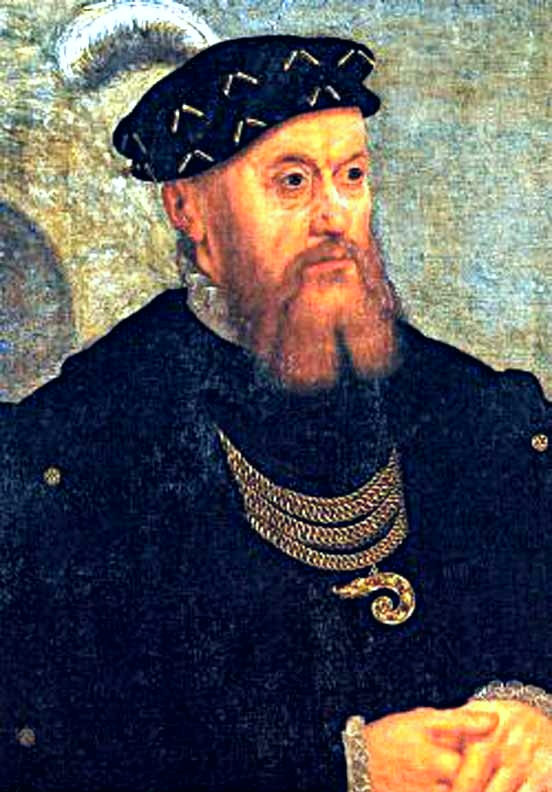
Кристиан III 1534-1559 Король Дании и Норвегии
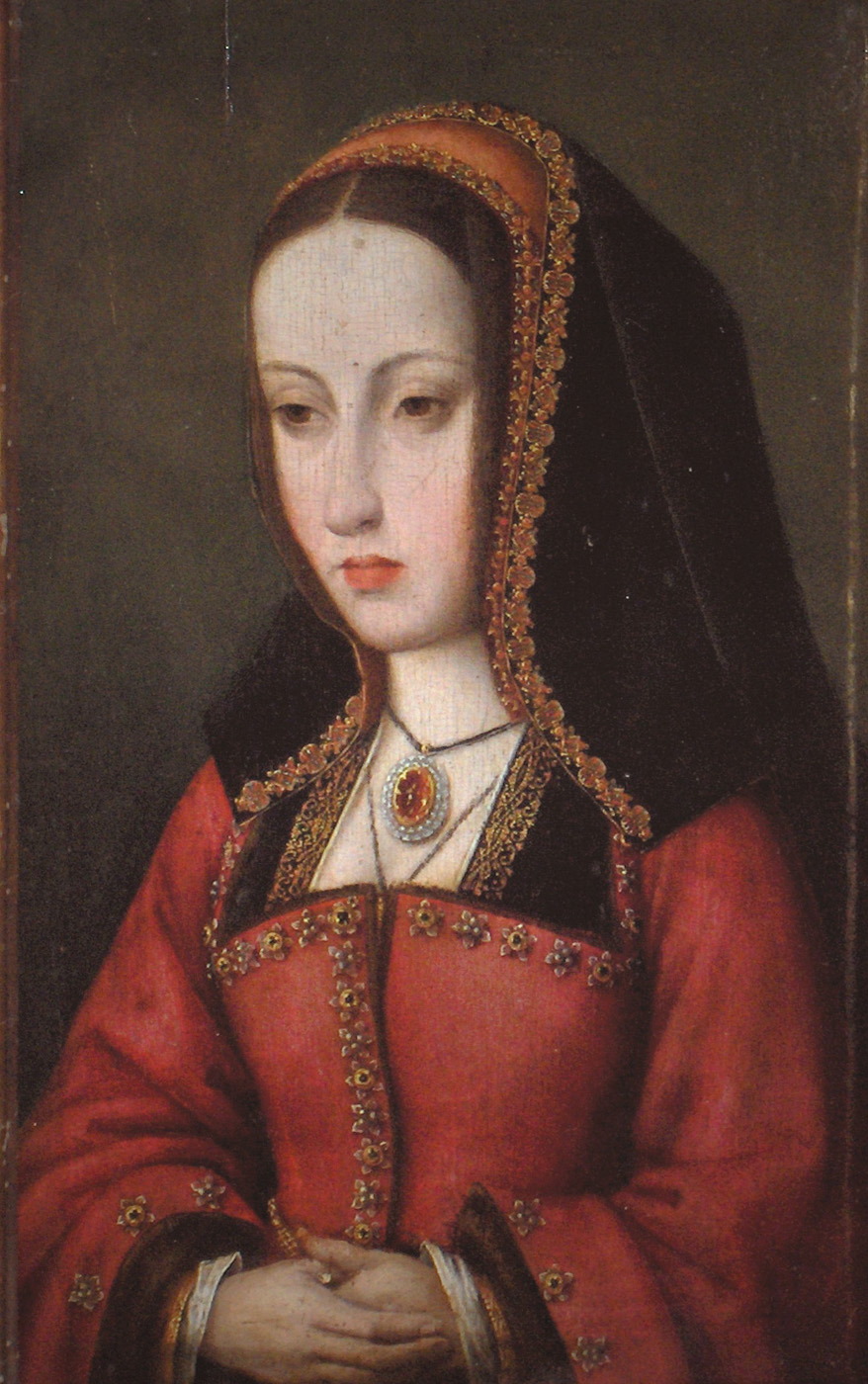
Хуана Безумная 1504-1555 Королева Кастилии и Леона
Тахмасп I 1524-1576 Шахиншах Ирана
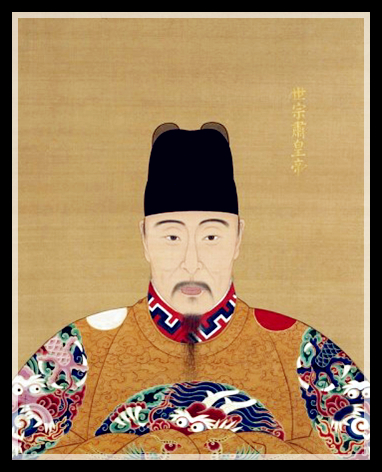
Цзяцзин 1521-1567 Император Китая
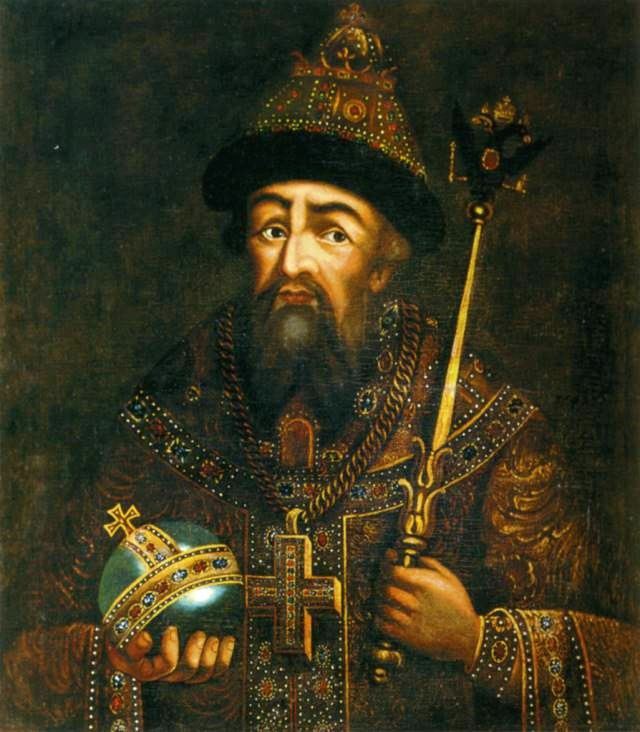
Иван IV Васильевич Грозный 1533-1547 Государь всея Руси
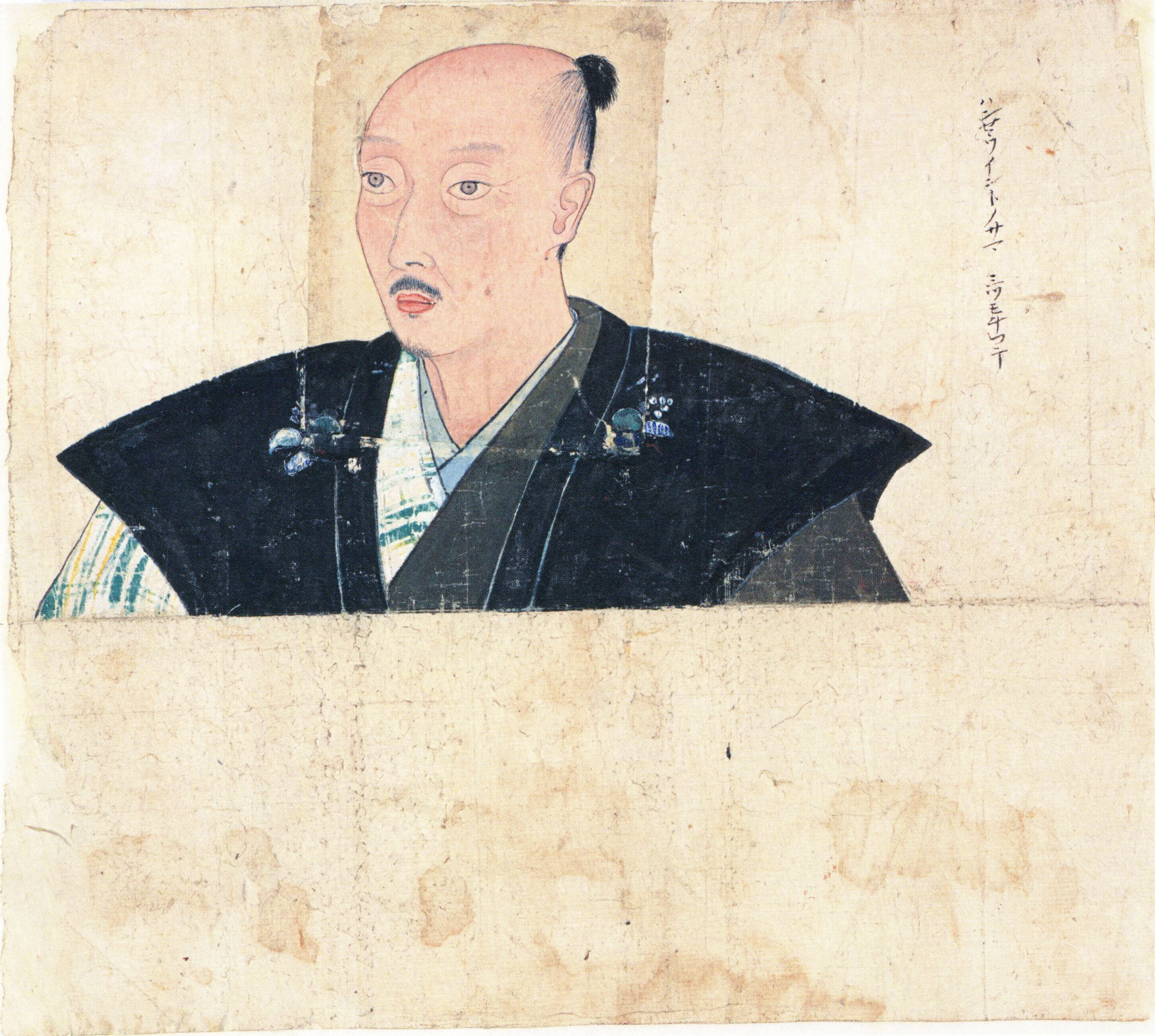
Асикага Ёсихару 1521-1546 Сёгун Японии
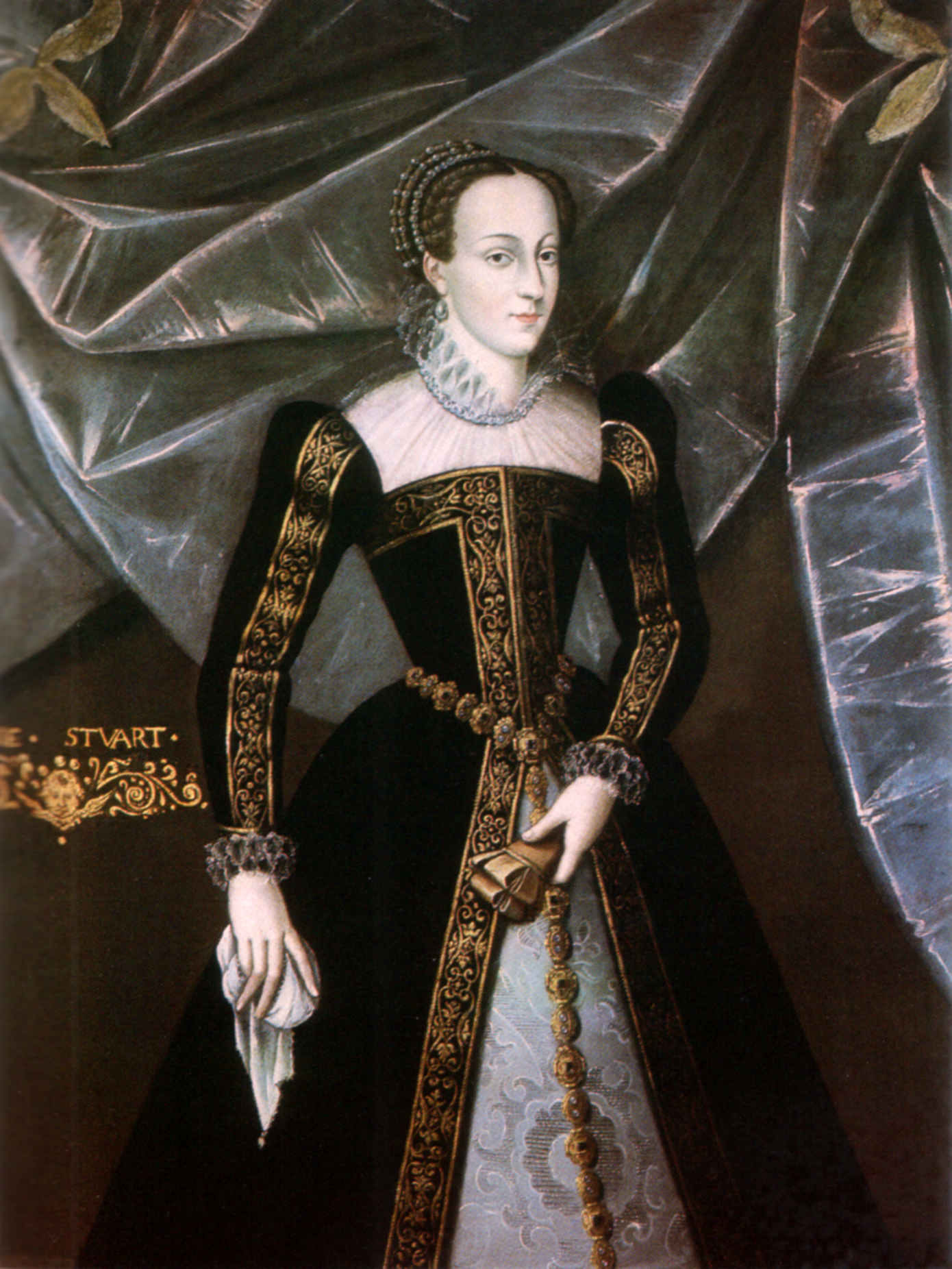
Мария Стюарт 1542-1567 Королева Шотландии
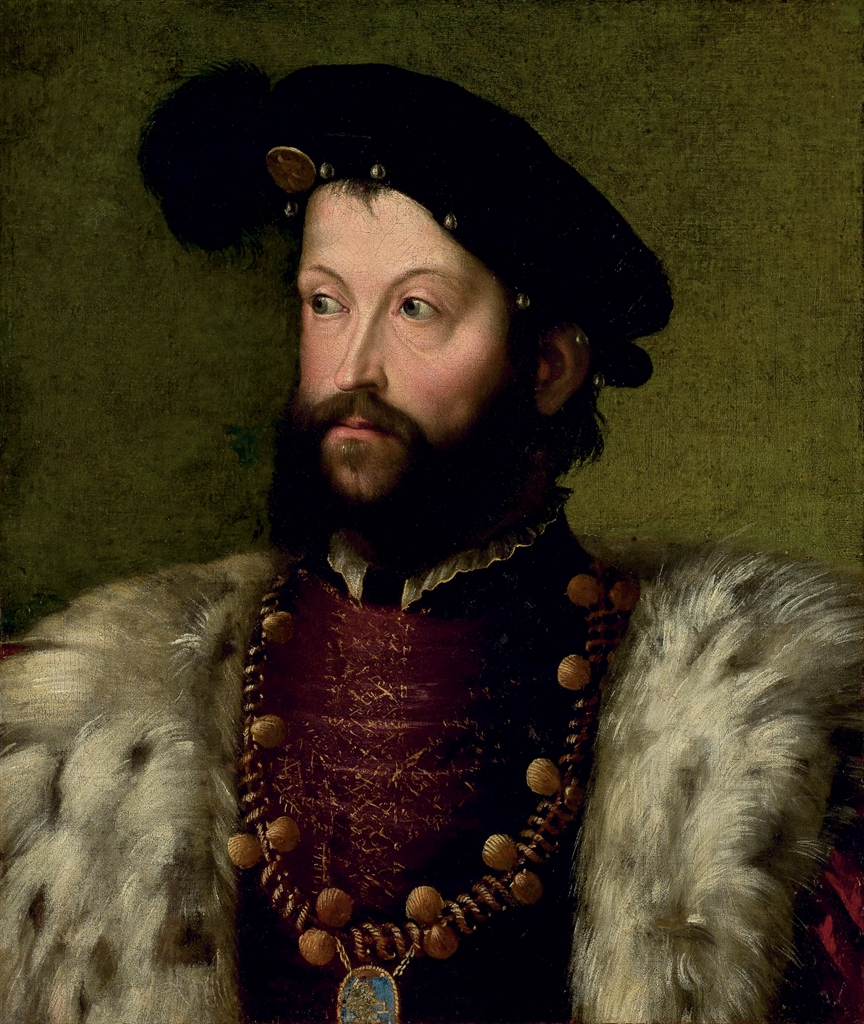
Эрколе II д’Эсте 1534-1559 Герцог Модены, Феррары и Реджо
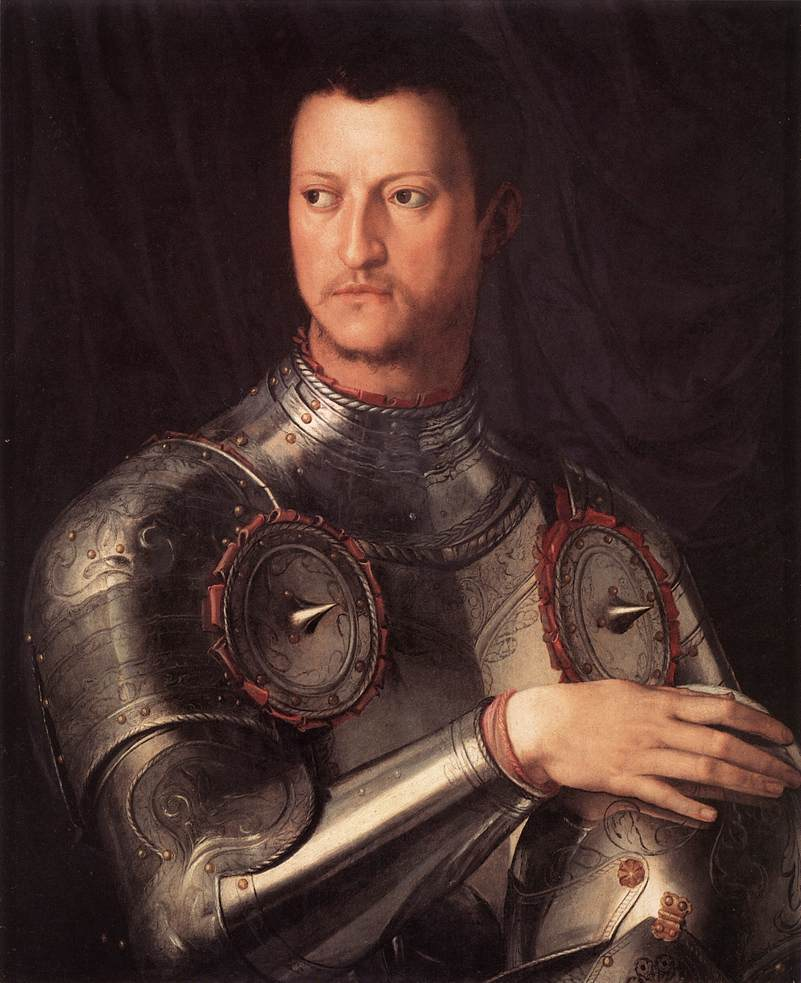
Козимо I Медичи 1537-1569 Герцог Флорентийский
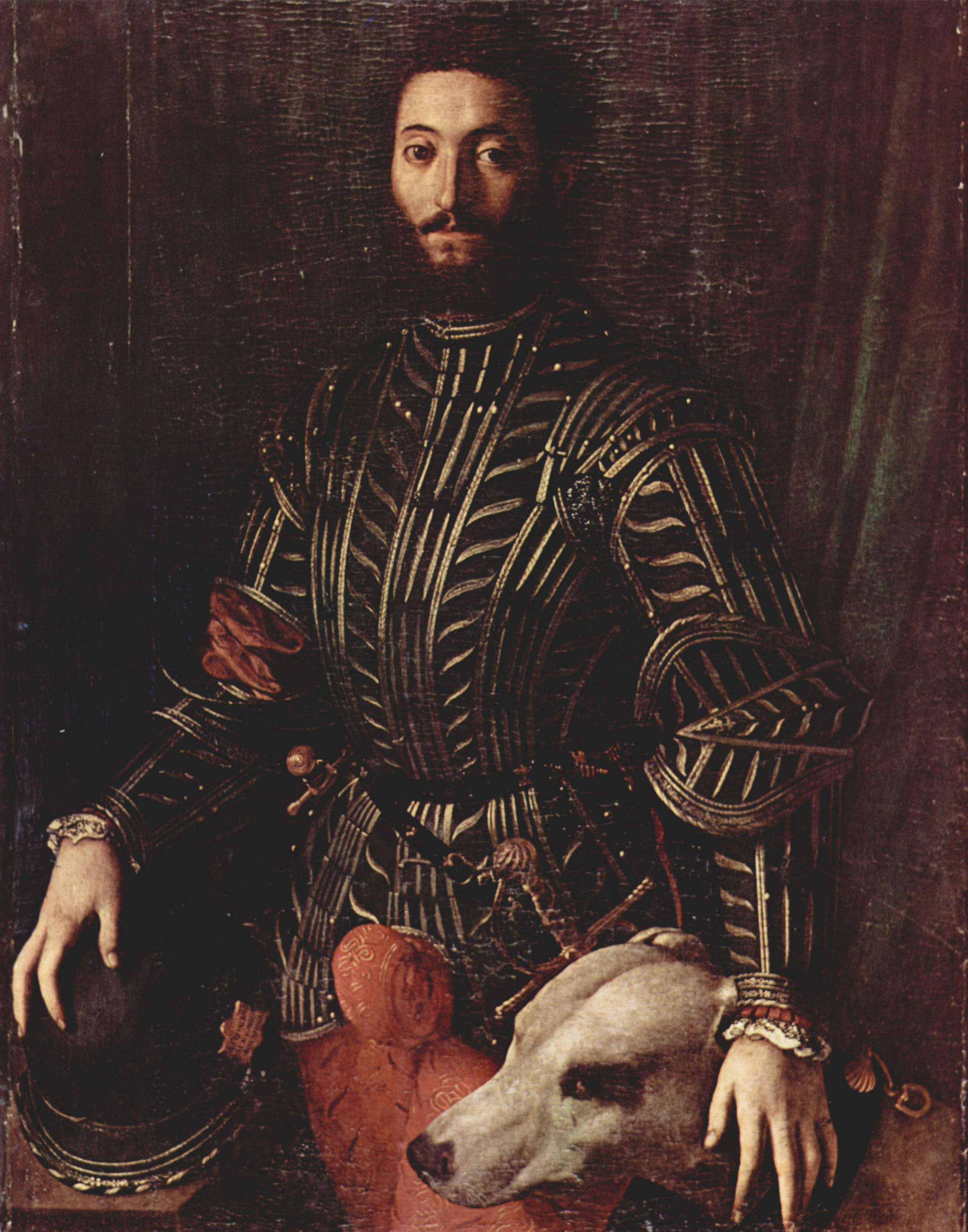
Гвидобальдо II делла Ровере 1538-1574 Герцог Урбино
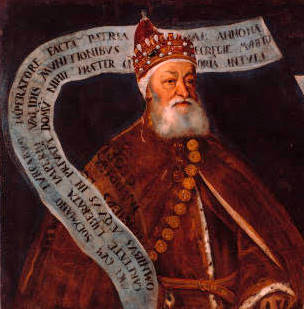
Пьетро Ландо 1539-1545 Дож Венеции
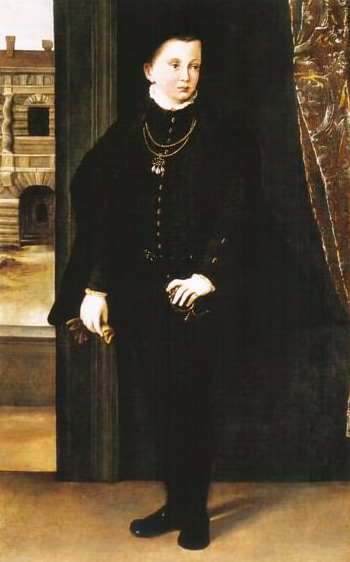
Франческо III Гонзага 1540-1550 Герцог Мантуи
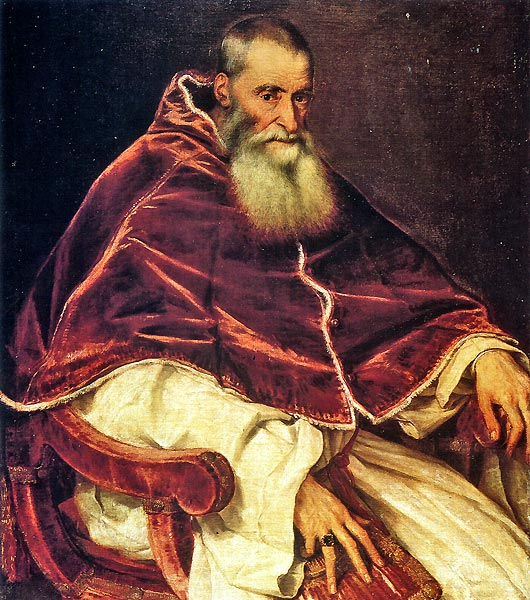
Павел III 1534-1549 Папа Римский